# Nohic
Nohic é uma comuna francesa na região administrativa da Occitânia, no departamento de Tarn-et-Garonne. Estende-se por uma área de 12.61 km², e possui 1.348 habitantes, segundo o censo de 2018, com uma densidade de 110 hab/km².